# Radio-Activity
Pour la chanson, voir Radioactivity (chanson).
Albums de Kraftwerk
Autobahn
(1974) Trans-Europe Express
(1977)
Radio-Activity est le cinquième album studio du groupe Kraftwerk. Sorti en octobre 1975, l'album est pressé en deux versions : internationale (Radio-Activity) et allemande (Radio-Aktivität) ; celles-ci sont identiques dans leur contenu.
Conceptuellement, il s'agit du 2e album du Catalogue officiel de Kraftwerk. Stylistiquement, il est le premier album purement électronique de Kraftwerk, le précédent, Autobahn, bien qu'électronique pour l'essentiel, contenait en effet encore quelques sons de flûte, guitare ou piano.
Dans cet album, les chansons sont chantées en anglais et en allemand. Il faudra attendre l'album suivant, Trans-Europe Express, pour voir l'apparition d'une version chantée uniquement en anglais et d'une autre chantée uniquement en allemand.
L'album s'est vendu à 421 400 exemplaires en France.

## Liste des morceaux
| Version internationale | Version internationale | Version internationale | Version internationale | Version internationale | Version internationale | Version internationale | Version internationale | Version internationale | Version internationale |
| No                     | Titre                  | Durée                  |                        |                        |                        |                        |                        |                        |                        |
| ---------------------- | ---------------------- | ---------------------- | ---------------------- | ---------------------- | ---------------------- | ---------------------- | ---------------------- | ---------------------- | ---------------------- |
| 1.                     | Geiger Counter         | 1:06                   |                        |                        |                        |                        |                        |                        |                        |
| 2.                     | Radioactivity          | 6:41                   |                        |                        |                        |                        |                        |                        |                        |
| 3.                     | Radioland              | 5:51                   |                        |                        |                        |                        |                        |                        |                        |
| 4.                     | Airwaves               | 4:40                   |                        |                        |                        |                        |                        |                        |                        |
| 5.                     | Intermission           | 0:38                   |                        |                        |                        |                        |                        |                        |                        |
| 6.                     | News                   | 1:17                   |                        |                        |                        |                        |                        |                        |                        |
| 7.                     | The Voice of Energy    | 0:54                   |                        |                        |                        |                        |                        |                        |                        |
| 8.                     | Antenna                | 3:42                   |                        |                        |                        |                        |                        |                        |                        |
| 9.                     | Radio Stars            | 3:33                   |                        |                        |                        |                        |                        |                        |                        |
| 10.                    | Uranium                | 1:27                   |                        |                        |                        |                        |                        |                        |                        |
| 11.                    | Transistor             | 2:14                   |                        |                        |                        |                        |                        |                        |                        |
| 12.                    | Ohm Sweet Ohm          | 5:38                   |                        |                        |                        |                        |                        |                        |                        |
| 37:38                  |                        |                        |                        |                        |                        |                        |                        |                        |                        |

| Version allemande | Version allemande      | Version allemande | Version allemande | Version allemande | Version allemande | Version allemande | Version allemande | Version allemande | Version allemande |
| No                | Titre                  | Durée             |                   |                   |                   |                   |                   |                   |                   |
| ----------------- | ---------------------- | ----------------- | ----------------- | ----------------- | ----------------- | ----------------- | ----------------- | ----------------- | ----------------- |
| 1.                | Geigerzähler           | 1:06              |                   |                   |                   |                   |                   |                   |                   |
| 2.                | Radioaktivität         | 6:41              |                   |                   |                   |                   |                   |                   |                   |
| 3.                | Radioland              | 5:51              |                   |                   |                   |                   |                   |                   |                   |
| 4.                | Ätherwellen            | 4:40              |                   |                   |                   |                   |                   |                   |                   |
| 5.                | Sendepause             | 0:38              |                   |                   |                   |                   |                   |                   |                   |
| 6.                | Nachrichten            | 1:17              |                   |                   |                   |                   |                   |                   |                   |
| 7.                | Die Stimme Der Energie | 0:54              |                   |                   |                   |                   |                   |                   |                   |
| 8.                | Antenne                | 3:42              |                   |                   |                   |                   |                   |                   |                   |
| 9.                | Radio Sterne           | 3:33              |                   |                   |                   |                   |                   |                   |                   |
| 10.               | Uran                   | 1:27              |                   |                   |                   |                   |                   |                   |                   |
| 11.               | Transistor             | 2:14              |                   |                   |                   |                   |                   |                   |                   |
| 12.               | Ohm Sweet Ohm          | 5:38              |                   |                   |                   |                   |                   |                   |                   |
| 44:39             |                        |                   |                   |                   |                   |                   |                   |                   |                   |

## Équipement
- ARP Odyssey
- Minimoog
- Micromoog
- Vako Orchestron (en)
- Vocoder Sennheiser
- Votrax
- Farfisa Professional Piano
- Farfisa Rhythm Unit 10
- EMS Synthi AKS (en)
- Roland RE-201 Space Echo

## Personnel
- Ralf Hütter : chant, claviers et synthétiseurs,
- Florian Schneider : chant, vocoder, claviers et synthétiseurs,
- Karl Bartos : percussions électroniques,
- Wolfgang Flür : percussions électroniques,
- Peter Bollig : ingénieur,
- Walter Quintus : ingénieur du son,
- Robert Franke : photographie,
- Emil Schult : artwork.